# Davina Waddy
Davina Waddy (Christchurch, 16 de agosto de 1996) é uma remadora neozelandesa.

## Carreira
Waddy estudou na Universidade de Otago.
Nos Jogos Olímpicos de Verão de 2024, em Paris, conquistou a medalha de bronze na competição de quatro sem feminino, ao lado de Jackie Gowler, Phoebe Spoors e Kerri Williams com o tempo de 6:29.08.